# Stirling Knights
Il Stirling Knights Basketball Club è una società di pallacanestro, fondata nel 2009 ad Stirling.
La squadra gioca presso il The Peak Sports Village di Stirling. Oltre a partecipare alla Scottish Men's National League con la formazione senior, è molto attiva nell'ambito del basket giovanile e femminile. Per tali scopi la società ha utilizzato fondi della National Lottery per sviluppare nuove opportunità in tal senso.

## Statistiche
| Stagione         | Div.        | Pos. | Partite | Vinte | Perse | Punti | Play Offs            | Scottish Cup     |
| ---------------- | ----------- | ---- | ------- | ----- | ----- | ----- | -------------------- | ---------------- |
| Stirling Knights |             |      |         |       |       |       |                      |                  |
| 2011–2012        | SNBL        | 6°   | 18      | 7     | 11    | -     | Non qualif.          | Ottavi di finale |
| 2012–2013        | SNBL        | 7°   | 18      | 5     | 13    | 23    | Quarti di Finale     | Quarti di Finale |
| 2013–2014        | SNBL        | 9°   | 18      | 2     | 16    | 20    | Non qualif.          | Ottavi di finale |
| 2014–2015        | SNBL        | 12°  | 22      | 4     | 18    | 26    | Retrocessa in Div. 2 | Quarti di Finale |
| 2015–2016        | SNBL Div. 2 | 1°   | 15      | 11    | 4     | 26    | Prom. in Div. 1      | Quarti di Finale |